# Mićunovo
Mićunovo (ćir.: Мићуново, mađ.: Karkatúr) je naselje u općini Bačka Topola u Sjevernobačkom okrugu u Vojvodini.

## Stanovništvo
U naselju Mićunovo živi 516 stanovnika, od čega 427 punoljetana stanovnika s prosječnom starosti od 41,3 godina (41,8 kod muškaraca i 40,8 kod žena). U naselju ima 176 domaćinstva, a prosječan broj članova po domaćinstvu je 2,91.
Prema popisu iz 1991. godine u naselju je živjelo 524 stanovnika.
| Etnički sastav 2002. |            |        |
| Narod                | Stanovnika |        |
| Srbi                 | 380        | 73,64% |
| Mađari               | 70         | 13,56% |
| Crnogorci            | 23         | 4,45%  |
| Hrvati               | 10         | 1,93%  |
| Rusini               | 4          | 0,77%  |
| Bunjevci             | 1          | 0,19%  |
| Slovaci              | 1          | 0,19%  |
| nepoznato            | 0          | 0,00%  |

| broj stanovnika | 303   | 268   | 267   | 283   | 304   | 524   | 516   |
|                 | 1948. | 1953. | 1961. | 1971. | 1981. | 1991. | 2001. |

## Vanjske poveznice
- Karte, položaj vremenska prognoza  Arhivirana inačica izvorne stranice od 18. siječnja 2009. (Wayback Machine)
- [neaktivna poveznica]